# Herm Klotz
Louis Herman "Red" Klotz (Filadelfia, Pensilvania, 21 de octubre de 1921-Margate City, Nueva Jersey, 12 de julio de 2014) fue un jugador, entrenador y propietario de baloncesto estadounidense que disputó una temporada en la BAA, y otras tres en la ABL. Durante más de 50 años fue propietario y ejerció como jugador-entrenador de los Washington Generals, el equipo que acompaña a las giras de los Harlem Globetrotters. Con 1,70 metros de estatura, jugaba en la posición de base.

## Trayectoria deportiva

### Universidad
Jugó durante dos temporadas con los Wildcats de la Universidad de Villanova.

### Profesional
Jugó una temporada en los Philadelphia Sphas de la ABL antes de tener que cumplir con el servicio militar en la Segunda Guerra Mundial, en la que se proclamaron campeones, promediando 2,5 puntos por partido. a su regreso en 1945 jugó 3 temporadas más, siendo la más destacada la 1946-47, en la que promedió 6,9 puntos por partido.
En 1948, con la temporada ya avanzada, fichó por los Baltimore Bullets, donde sólo jugó 11 partidos de temporada regular y otros 6 de playoffs, promediando 1,4 puntos por partido, pero que le sirvieron para conseguir el anillo de campeones, tras derrotar en las Finales a los Philadelphia Warriors por 4-2. Se convirtió en el jugador más bajo de la historia de la NBA en lograrlo.

### Washington Generals
Después de dejar la liga profesional, Klotz compró los Sphas, y cambió su nombre por el de Washington Generals. En 1953 Abe Saperstein, dueño de los Harlem Globetrotters, le sugirió la posibilidad de acompañar con su equipo las giras del suyo. Entre 1953 y 1995, los Generals jugaron encuentros de exhibición contra los Globetrotters, ganando sólo en 6 ocasiones, la última de ellas en 1971, acumulando más de 13,000 derrotas. Klotz entrenó y jugó en el equipo como base hasta la edad de 62 años. Cuando cumplió 50 anotó la canasta que les dio la última victoria hasta el momento a tres segundos del final. "La gente quería matarme, era como si hubiese matado a Santa Claus", declaró.

## Estadísticas de su carrera en la BAA y la NBA
|  | Denota temporadas en las que ganó el Campeonato de la BAA |

### Temporada regular
| Año   | Equipo    | PJ | %TC  | %TL  | APP | PPP |
| ----- | --------- | -- | ---- | ---- | --- | --- |
| 1948  | Baltimore | 6  | .222 | .667 | .2  | 1.0 |
| Total | Total     | 6  | .222 | .667 | .2  | 1.0 |

### Playoffs
| Año   | Equipo    | PJ | %TC  | %TL  | APP | PPP |
| ----- | --------- | -- | ---- | ---- | --- | --- |
| 1948  | Baltimore | 6  | .222 | .667 | .2  | 1.0 |
| Total | Total     | 6  | .222 | .667 | .2  | 1.0 |